# 潭柘寺
岫云禅寺，通称潭柘寺，位于中华人民共和国北京市门头沟区潭柘山山腰，在108國道上。它始建于西晋年间（265年-316年），当时叫嘉福寺，是北京市最早的一座寺庙，民间曾有“先有潭柘寺，后有北京城”（应该是“先有潭柘，后有幽州”）之说。

## 历史
潭柘寺西晋始建时称嘉福寺，在唐代叫龙泉寺，金代重修之后称大万寿寺，元、明、清三代都有修建。清康熙重建，赐名岫云禅寺。寺名虽经历代改名，但潭柘寺这一俗称一直沿袭下来，潭柘的名字源于寺后有龙潭，山上有柘树。

## 潭柘寺的建筑布局
潭柘寺分为三格：
- 中路：佛殿-山门、天王殿、大雄宝殿、毗卢阁。在大雄宝殿东侧有一棵古老的银杏树（约1400余年树龄），有“帝王树”之称，西侧与其对称的一棵称为“配王树”。中路还有松树、婆罗树、玉兰树和一些名贵花木。后殿是毗卢阁，往下可俯瞰全寺景观。
- 东路：是清代皇帝游山到此休息的行宫。其中最著名的是流杯亭。亭内挂有乾隆帝亲笔书写的“猗亭”横匾。
- 西路：是一些散落的径院，佛殿建筑物有方有圆，最高处为观音殿，殿角系铜铃。

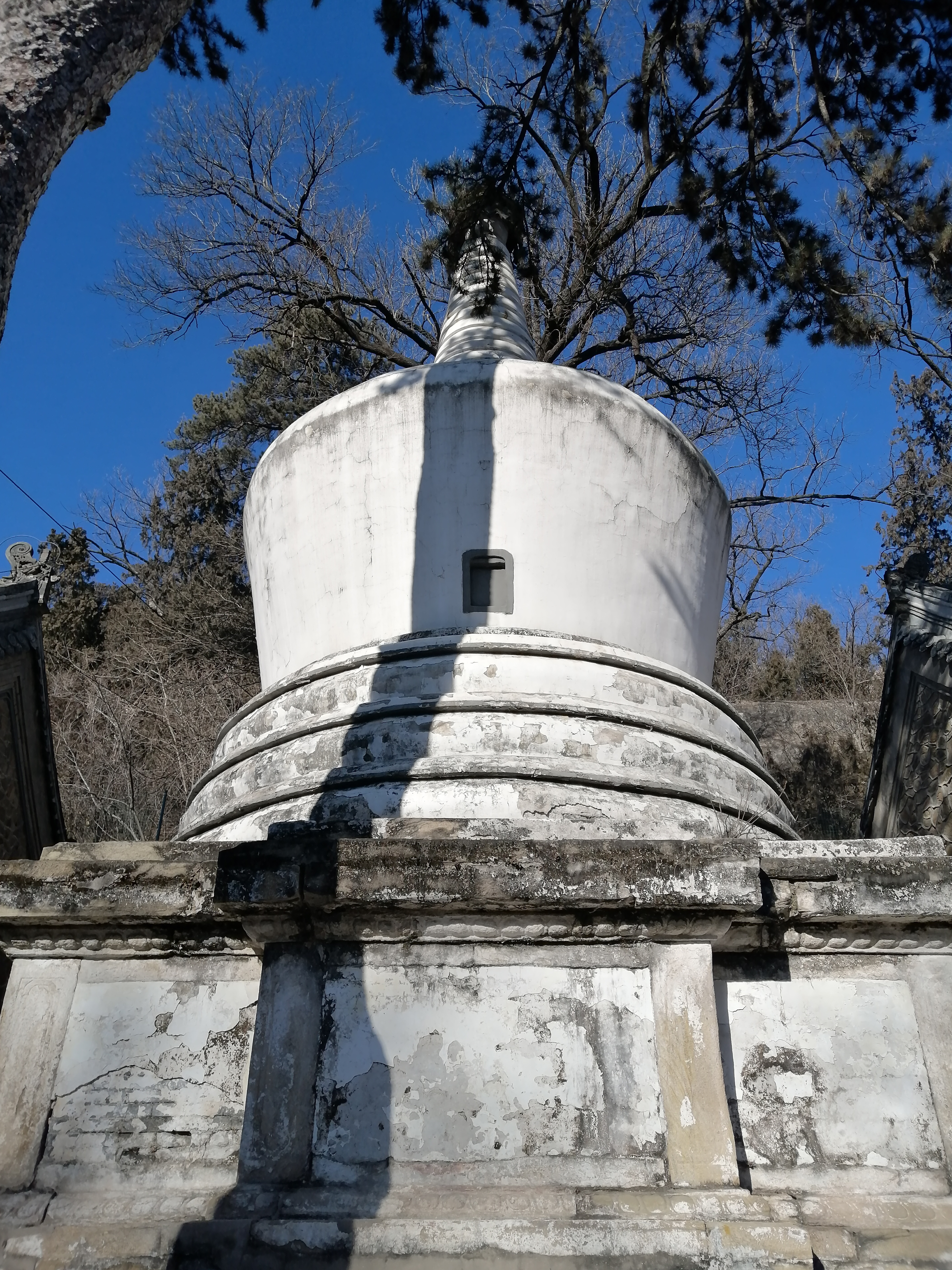
金剛延壽塔
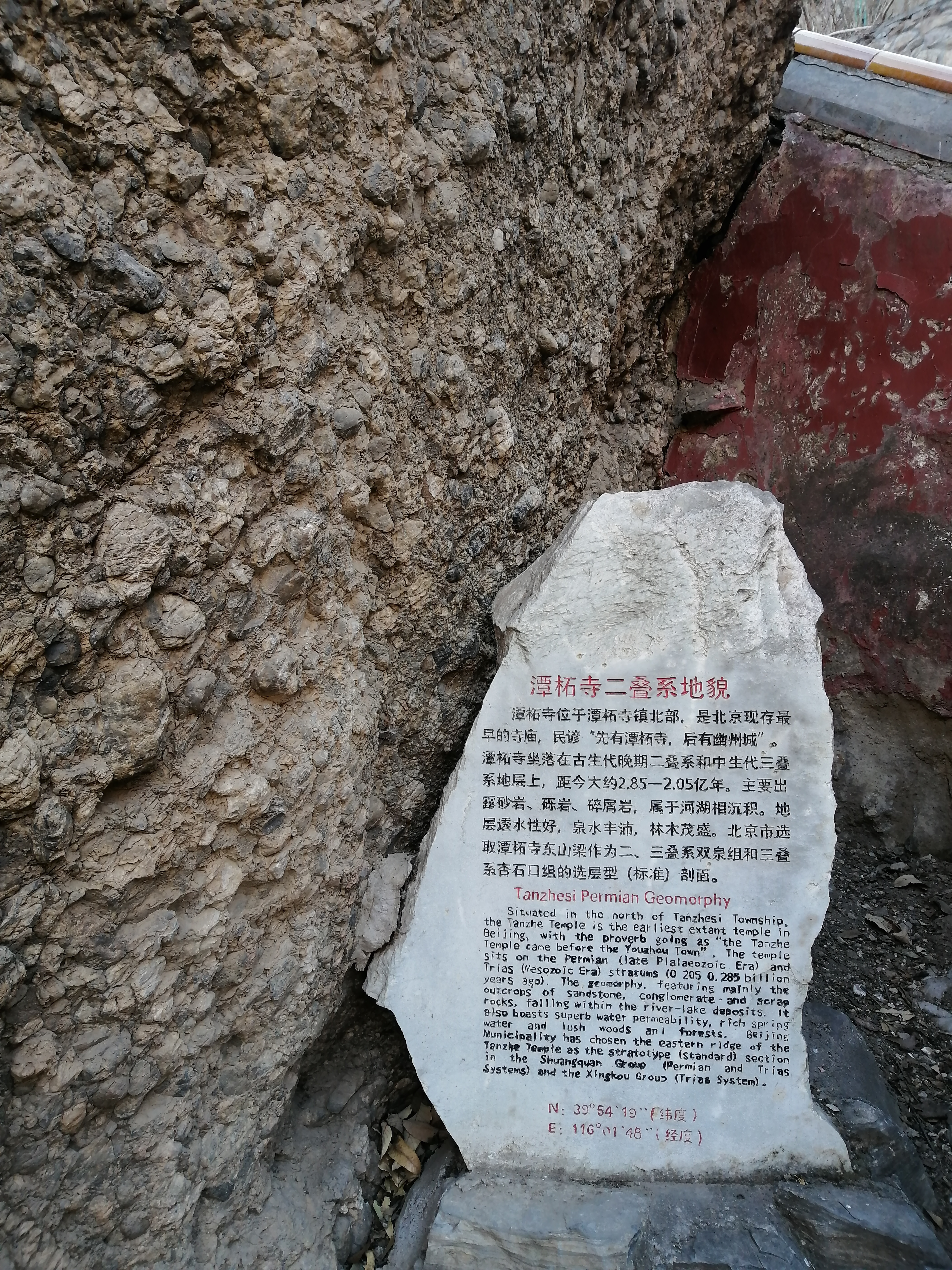
潭柘寺二疊系地貌